# Koške Poljane
Koške Poljane so naselje v Občini Šmartno pri Litiji.